# Schadonapass
Der Schadonapass ist ein auf 1840 m ü. A. gelegener Alpenpass im Lechquellengebirge in Vorarlberg. Er verbindet das Große Walsertal mit dem Tal der Bregenzerach und liegt auf der Grenze der Gemeinden Sonntag und Schröcken. 
Auf der Passhöhe steht ein hölzernes Wegkreuz. Das rund 60 kg schwere „Herrgöttle“ wurde Anfang des 20. Jahrhunderts aufgestellt und im Winter 1977/1978 sowie im Jahr 2015 restauriert.
Rund 250 m südlich der Passhöhe befindet sich die Biberacher Hütte.
Der Name Schadona ist rätoromanischen Ursprungs. Isidor Hopfner vermutete, es bedeute Wasserburg (isca (keltisch: Wasser) + dunon). Wahrscheinlicher ist die Herkunft von rätoromanisch tschadun, was Löffel bedeutet und auf die Form des Bergjochs hinweist.